# Lijst van Belgische ministers van de Noordzee
De functie van minister van de Noordzee werd in 2003 in het leven geroepen. Hieronder volgt een lijst van Belgische ministers van de Noordzee.

## Lijst
| Minister | Minister                        | Partij | Partij   | Begin            | Einde            | Regering(en)                        | Bevoegdheid                                                                                        |
| -------- | ------------------------------- | ------ | -------- | ---------------- | ---------------- | ----------------------------------- | -------------------------------------------------------------------------------------------------- |
|          | Johan Vande Lanotte (1955)      |        | sp.a     | 12 juli 2003     | 17 oktober 2005  | Verhofstadt II                      | Minister van Noordzee                                                                              |
|          | Renaat Landuyt (1959)           |        | sp.a     | 17 oktober 2005  | 21 december 2007 | Verhofstadt II                      | Minister van Noordzee                                                                              |
|          | Yves Leterme (1960)             |        | CD&V     | 21 december 2007 | 20 maart 2008    | Verhofstadt III                     | Minister van Noordzee                                                                              |
|          | Etienne Schouppe (1942)         |        | CD&V     | 20 maart 2008    | 6 december 2011  | Leterme I, Van Rompuy en Leterme II | Staatssecretaris voor Noordzee                                                                     |
|          | Johan Vande Lanotte (1955)      |        | sp.a     | 6 december 2011  | 11 oktober 2014  | Di Rupo                             | Minister van Noordzee                                                                              |
|          | Bart Tommelein (1962)           |        | Open Vld | 11 oktober 2014  | 29 april 2016    | Michel I                            | Staatssecretaris voor Noordzee                                                                     |
|          | Philippe De Backer (1978)       |        | Open Vld | 29 april 2016    | 1 oktober 2020   | Michel I, II, Wilmès I en Wilmès II | Staatssecretaris voor Noordzee (tot 9 december 2018) Minister van Noordzee (vanaf 9 december 2018) |
|          | Vincent Van Quickenborne (1973) |        | Open Vld | 1 oktober 2020   | 22 oktober 2023  | De Croo                             | Minister van Noordzee                                                                              |
|          | Paul Van Tigchelt (1976)        |        | Open Vld | 22 oktober 2023  | 3 februari 2025  | De Croo                             | Minister van Noordzee                                                                              |
|          | Annelies Verlinden (1978)       |        | CD&V     | 3 februari 2025  | heden            | De Wever                            | Minister van Noordzee                                                                              |